# Královské parky v Londýně
Královské parky v Londýně jsou pozemky, původně vlastněné panovníky Anglie nebo Velké Británie pro odpočinek královské rodiny. S rozrůstající se urbanizací Londýna se některé z nich uchovaly jako parky volně přístupné pro veřejnost.
V současné době existuje v Londýně těchto 8 královských parků:
- Bushy Park
- Green Park
- Greenwich Park
- Hyde Park
- Kensingtonské zahrady
- Regent's Park
- Richmond Park
- St. James's Park

Hyde park, Kensingtonské zahrady, Green Park, Regent's Park a St James's Park vytvářejí největší pás zeleně v centrálním Londýně. Bushy Park, Greenwich Park a Richmond Park se nacházejí na předměstí.
Jsou spravovány společností Royal Parks Agency a policejní službu v nich vykonává Metropolitní policie. Hlavním zdrojem příjmů jsou, na rozdíl od ostatních parků, které jsou financovány jednotlivými městskými obvody, vládní granty. Dalším zdrojem financí jsou komerční služby – poskytování stravovacích služeb nebo pořádáni veřejných koncertů.

## Galerie

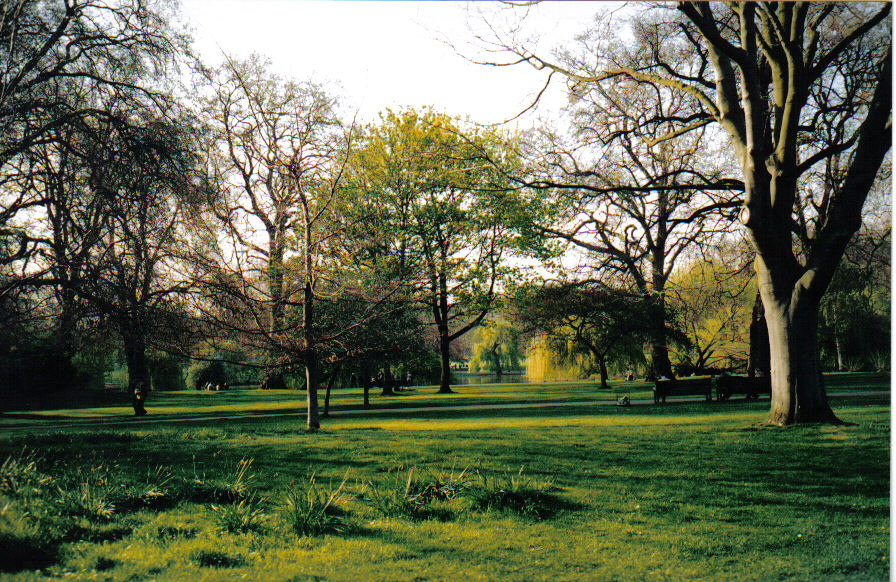
St. James's Park
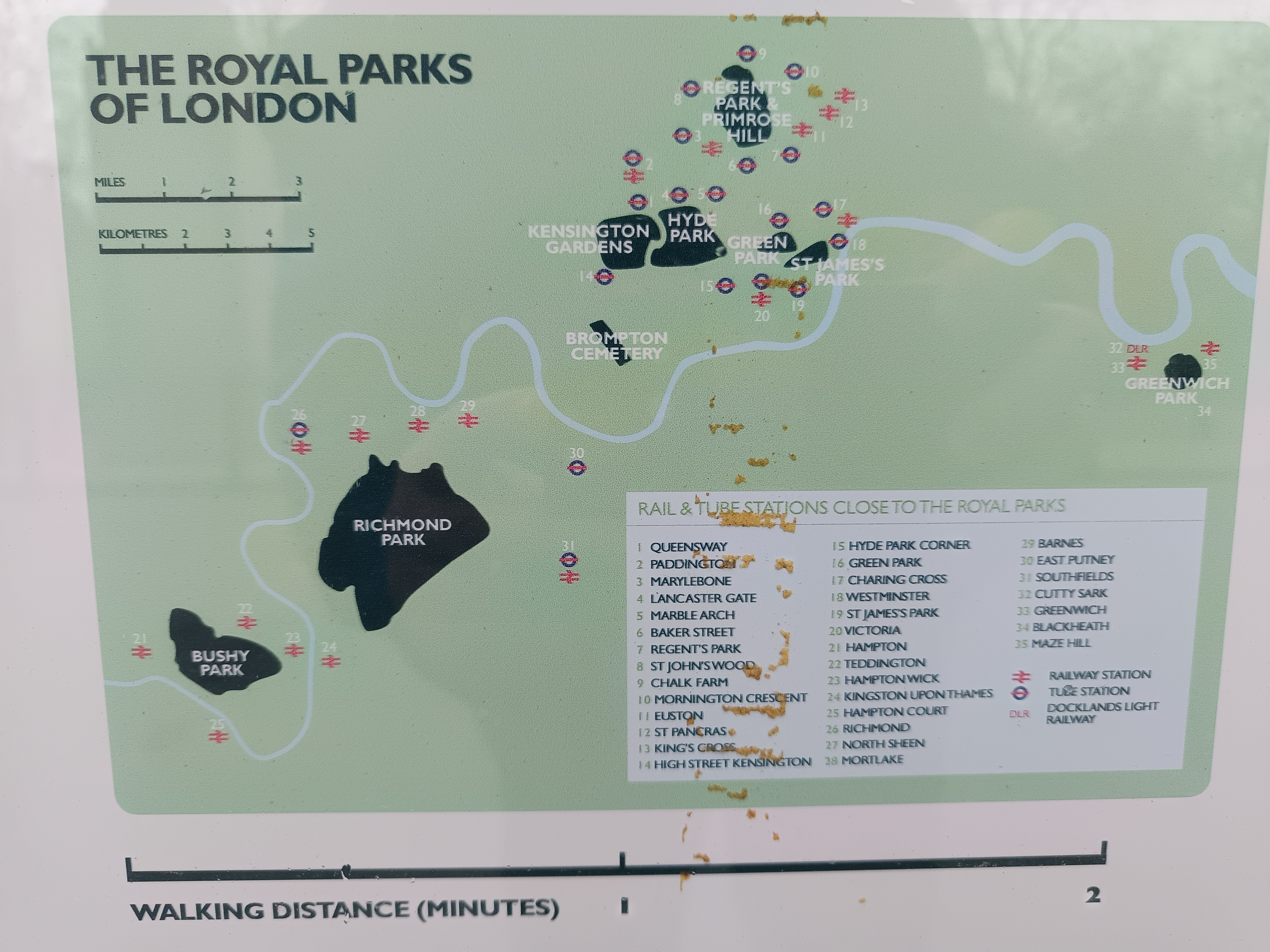
Umístění královských parků